# Argyris Darelas
Argyris Darelas (Grieks: Αργύρης Δαρέλας) (Alexandroupolis, 16 oktober 2003) is een Grieks voetballer die bij voorkeur als middenvelder speelt. Hij verruilde PAOK Saloniki in augustus 2024 voor N.E.C.

## Clubcarrière

### PAOK Saloniki
Darelas begon bij AO Maistro Alexandroupolis en doorliep vanaf 2019 de jeugdopleiding van PAOK. Hij maakte in 2022/23 zijn debuut voor PAOK B, dat uitkwam in de Super League 2, de tweede competitie van Griekenland. Hij deed dat op 11 november tegen AE Larissa. Op 11 december maakte hij tegen Iraklis FC zijn eerste doelpunt voor PAOK B. Op 4 mei 2023 was hij goed voor een goal en een assist tegen Niki Volos. Hij kwam tot zes goals en drie assists in zijn eerste seizoen.
Hij begon zijn tweede seizoen voor PAOK met een goal en twee assists in een 4-0 overwinning op Apollon Pontou. Hij schroefde dat seizoen zijn doelpuntenproductie behoorlijk op: hij scoorde negen keer en gaf acht assists in 29 wedstrijden.

### N.E.C.
Op 7 augustus 2024 maakte N.E.C. bekend dat het Darelas had overgenomen van PAOK. Hij tekende een contract voor twee seizoenen tot de zomer van 2026, met een optie voor nog twee seizoenen. Drie dagen later maakte hij in de met 1-2 verloren openingswedstrijd tegen FC Twente zijn debuut voor N.E.C.

## Clubstatistieken
| Seizoen        | Club            | Competitie     | Competitie | Competitie | Beker | Beker | Overig | Overig | Totaal | Totaal |
| Seizoen        | Club            | Competitie     | Wed.       | Dlp.       | Wed.  | Dlp.  | Dlp.   | Dlp.   | Wed.   | Dlp.   |
| -------------- | --------------- | -------------- | ---------- | ---------- | ----- | ----- | ------ | ------ | ------ | ------ |
| 2022/23        | PAOK Saloniki B | Super League 2 | 22         | 6          | –     | –     | –      | –      | 22     | 6      |
| 2023/24        | PAOK Saloniki B | Super League 2 | 29         | 9          | –     | –     | –      | –      | 29     | 9      |
| 2024/25        | N.E.C.          | Eredivisie     | 5          | 0          | 0     | 0     | 0      | 0      | 5      | 0      |
| 2025/26        | N.E.C.          | Eredivisie     | 0          | 0          | 0     | 0     | 0      | 0      | 0      | 0      |
| Carrièretotaal | Carrièretotaal  | Carrièretotaal | 56         | 15         | 4     | 0     | 0      | 0      | 60     | 15     |

## Interlandcarrière
Darelas maakte op 23 september 2022 zijn debuut voor het Grieks voetbalelftal onder 21.
1 Crettaz ·
2 Pereira ·
3 Sandler ·
5 Ouwejan ·
7 Misidjan ·
8 Darelas ·
9 Chery  ·
10 Hansen ·
11 Önal ·
14 Olden Larsen ·
15 Willems ·
17 Nuytinck ·
18 Koki ·
19 Shiogai ·
21 González ·
22 Cillessen ·
23 Sano ·
24 Verdonk ·
25 Ouaissa ·
26 Nieuwenhuijs ·
30 Linssen ·
32 Van Crooij ·
33 Sbai ·
34 El Kachati ·
35 De Laat ·
36 Entius ·
71 Proper ·
Coach: Schreuder
· Assistent-coach: Abdulla
· Assistent-coach: Međunjanin
· Assistent-coach: Van der Velden
· Keeperstrainer: Scheutjens